# Hungarian International 1970
Die Hungarian International 1970 im Badminton fanden vom 9. bis zum 12. Oktober 1970 in Budapest statt. Es war ein Vorläuferturnier der später Hungarian International genannten Turnierserie.

## Sieger und Platzierte
| Disziplin    | Gold                            | Silber                          | Bronze                    |
| ------------ | ------------------------------- | ------------------------------- | ------------------------- |
| Herreneinzel | Hermann Fröhlich                | Joachim Schimpke                | Harald Richter            |
| Dameneinzel  | Monika Thiere                   | Lučka Križman                   | Christine Zierath         |
| Herrendoppel | Hermann Fröhlich Klose          | Joachim Schimpke Harald Richter | Danče Pohar Tomaž Pavčič  |
| Damendoppel  | Monika Thiere Christine Zierath | Éva Cserni Gertrúd Ladányi      | Lučka Križman Marta Amf   |
| Mixed        | Hermann Fröhlich Lore König     | Joachim Schimpke Monika Thiere  | Danče Pohar Lučka Križman |